# Carlo Perrin
Carlo Silvio (Charles) Perrin (pron. fr. AFI: [peʁɛ̃]) (Torgnon, 12 luglio 1946) è un politico italiano.
È stato Presidente della Regione autonoma Valle d'Aosta dal 2003 al 2005. È stato eletto senatore nelle elezioni politiche svoltesi il 9 e il 10 aprile 2006 nel collegio uninominale della Valle d'Aosta. È stato iscritto al Gruppo Per le Autonomie del Senato della Repubblica.

## Biografia
Dopo aver conseguito il diploma magistrale presso l'École Normale di Aosta, ha svolto l'attività di maestro elementare e, in seguito, di bibliotecario, presso la biblioteca regionale di Aosta e la biblioteca comprensoriale di Châtillon fino al pensionamento.
Sin dagli anni Settanta, si impegna nelle attività socio-culturali del locale Centre culturel e, nel 1976, si avvicina alla politica, iscrivendosi all'Union Valdôtaine.
È stato tra i fondatori dell'Association Régionale des Éleveurs Valdôtains, della quale è stato presidente dal 1984 al 1993, nonché della Cooperativa del Latte di Valtournenche, di cui è stato dapprima segretario e successivamente presidente.

## Attività politica
Ha ricoperto la carica di Sindaco di Torgnon  dal 1975 al 1985 e dal 1990 al 1993 ed è stato membro del direttivo della "Comunità montana Monte Cervino" dal 1980 al 1985.
Durante il IV Congrès National dell'UV, che si tiene nel dicembre 1993, Perrin è nominato Segretario del mouvement e, nel Congrès extraordinairee del 1996, è eletto Presidente, carica che ricopre fino al 30 giugno 1998, quando si candida alle elezioni regionali e viene eletto in Consiglio regionale, nella lista unionista.
Riconfermato nell'XI Legislatura, viene nominato dal Consiglio Valle Assessore regionale all'agricoltura e alle risorse naturali.
L'8 luglio 2003, in seguito alla sua rielezione al Consiglio regionale della Valle d'Aosta, viene eletto Presidente della Regione, carica che ricopre fino alle dimissioni rassegnate il 4 luglio 2005.

### La Giunta (8 luglio 2003-4 luglio 2005)
Presidente:
- PERRIN CARLO

Assessori:
- VICQUÉRY ROBERTO - Assessore all'agricoltura, risorse naturali e protezione civile
- FERRARIS PIERO - Assessore alle attività produttive e politiche del lavoro
- MARGUERETTAZ AURELIO - Assessore al bilancio, finanze, programmazione e partecipazioni regionali
- CHARLES TERESA - Assessore all'istruzione e cultura
- FOSSON ANTONIO - Assessore alla sanità, salute e politiche sociali
- CERISE ALBERTO - Assessore al territorio, ambiente e opere pubbliche
- CAVERI LUCIANO - Assessore al turismo, sport, commercio, trasporti e affari europei

Il 23 febbraio 2006, in seguito a contrasti interni all'Union Valdôtaine, decide di uscire dal gruppo consiliare e di aderire al Gruppo misto. Lo strappo prosegue con la decisione di aderire a Renouveau Valdôtain; si candida quindi al Senato nella lista Autonomie Liberté Démocratie e viene eletto alla carica di senatore per la Valle d'Aosta.
Alle politiche 2008 è stato sconfitto da Antonio Fosson. Perrin, sostenuto dall'Alleanza Autonomista e Progressista ha raccolto il 37,40 dei voti, contro il 41,39 di Fosson, eletto senatore per la lista Vallée d'Aoste.
Ritiratosi dall'attività politica attiva, rifiutando la candidatura nella lista di VdA Vive - Renouveau alle successive elezioni regionali, ha contribuito alla fondazione di Autonomie Liberté Participation Ecologie, e sabato 27 febbraio 2010 ne è stato acclamato coordinatore, durante l'assemblea fondativa.